# Нива (Вишняки)
«Нива» (Вишняки) — мотобольна команда з с. Вишняки Хорольського району заснована 1972 року.

## Історія створення
На початку 60-х років мотобольний бум охопив Радянський Союз. В 1962 році вийшла Постанова Президії Федерації мотоциклетного спорту СРСР «Про розвиток мотоболу в Радянському Союзі». Незабаром Хорольський автомотоклуб ДТСААФ одержав мотоцикли, перші мотоболісти почали тренування. Перший чемпіонат України з мотоболу відбувся в 1965 році. В цьому ж році дебютував Чемпіонат СРСР з мотоболу за участю 15 команд, в тому числі і з України.
На початку листопада 1965 року відбулася перша товариська гра хорольської мотобольної команди «Супутник» м. Хорол із спортсменами м. Кременчука.
В 1972 році мотобольна команда «Супутник» перейшла з-під підпорядкування ДТСААФ м. Хорол до колгоспу «Ленінський шлях» (с. Вишняки Хорольського району) та дістала назву «Нива». Тренував команду граючий тренер Григорій Федотович Базела.
З 1991 року „Нива” грає в першості УРСР і закінчує сезон 25 серпня чемпіоном незалежної України у м. Шахтарську Донецької області. Капітаном команди в той період був Іван Костюк. В цьому ж році командою була подана заявка на вступ до Федерації мотоболу України.

## Здобутки
Мотобольні команди Хорольщини гідно представляли район  на республіканських і всесоюзних змаганнях:
1972 — бронзовий призер чемпіонату України, перший переможець всесоюзного  меморіалу імені Миколи Кузнєцова.
1973 — чемпіон України.
1974 — друге місце в чемпіонаті СРСР у класі «Б», володар Кубка України.
1975 — чемпіон України.
1976 — друге місце в чемпіонаті СРСР у класі «Б».
1977 — чемпіон СРСР у першій лізі, переможець турніру імені Ю. О. Гагаріна.
1980 — володар Кубка України, переможець турніру імені Ю. О. Гагаріна.
1983 — володар Кубка України.
1986 — перший чемпіон Полтавської області.
1991 — перший чемпіон незалежної України.
1993-94 — друге місце в чемпіонаті України.
1997 — третє місце в чемпіонаті України.
1998 — друге місце в чемпіонаті України.
2000 — чемпіон України в першій лізі.       
2001 — чемпіон України серед ветеранів.
2006 — володар Кубка України.
2013 — 2 місце на турнірі серед юніорів у м. Нова–Каховка.
2014 — 2 місце в чемпіонаті України. 2 місце в Кубку України.
2015 — Чемпіон України.
2016 — Чемпіон України, володар кубка України з мотоболу.
2017 — Чемпіон України.

## Підписи до фото
1.    Базела Григорій Федотович — організатор команди «Супутник», граючий тренеркоманди «Нива». Ксерокопія
2.    Команда «Нива» (с. Вишняки) — чемпіон УРСР з мотоболу. Зліва направо: Кіріяченко М., Потерайло М., Матвієвський М., Юшко Я., Кіріяченко А., Сосницький О., Буцик М. с. Вишняки, Будинок культури, 1975 рік
3.    Команда «Нива» (с. Вишняки)  на врученні медалей першості чемпіонату України і кубка України з мотоболу. Зліва направо: Мусієнко В., Бойко В., Жиденко Ю., Ходосов О., Кіріяченко М. (тренер), Пузик С., Бойко В., Лук'янець Р., Безносик С. м. Київ, 17.12.2016
4.    Кіріяченко Микола Гаврилович — перший капітан команд «Супутник» і «Нива», тренер мотобольної команди «Нива» (с. Вишняки) (з 2013 р.).
5.    Хрипко Олексанр Михайлович — голова правління громадської організації «Мотобольний клуб „Нива“»